# Maurane Mazars
Pour les articles homonymes, voir Mazars (homonymie).
Maurane Mazars est une auteure de bande dessinée française née en 1991 à Toulon.

## Biographie
Maurane Mazars est originaire de Toulon. Elle passe par l'école Estienne et elle intègre la Haute École d’art et de design de Genève (HEAD) où elle obtient en 2015 un Bachelor en communication visuelle, option image / récit. Puis, elle obtient à la Haute École des arts du Rhin un Master en illustration.
Fin 2015, elle présente un récit complet en noir et blanc, Acouphènes, « l’histoire d’un violoncelliste ultratalentueux, saisi à un moment charnière de sa carrière en devenir » par des sifflements aux oreilles. Le jury des Prix Rodolphe-Töpffer lui décerne le prix cantonal de la jeune bande dessinée. L'album est publié en 2017 par AGPI.
Son projet de fin d'études à la Haute école des arts du Rhin porte sur un « jeune danseur allemand à la fin des années 50 » et aborde des thèmes comme le racisme, l'homosexualité, la « commercialisation » de la création, et bien sûr la danse. Le projet remporte en 2018 le prix Raymond Leblanc de la jeune création et il est publié par les éditions du Lombard en 2020 sous le titre Tanz !. L'album est favorablement accueilli dans plusieurs médias, comme Actua BD, BoDoï, Les Inrocks, La Capitale, BD Gest' et figure dans la sélection pour le fauve d'or au Festival d'Angoulême 2021.

## Œuvres
- Acouphènes, AGPI, 2015  (ISBN 978-2-940376-14-8)
- Tanz !, Le Lombard, 2020  (ISBN 978-2-8036-7687-3)
- Jean Cocteau et Jean Marais - Les choses sérieuses Steinkis – Collection « Dyade » 2023  (ISBN 978-2-36846-584-4)

## Récompenses
- 2011 : Lauréate du prix Coup de cœur junior, trophée presse citron[12] ;
- 2015 :
  - 3e prix du Concours international d’illustration[13] de Crans-Montana ;
  - prix cantonal de la jeune bande dessinée (Genève) (Prix Rodolphe-Töpffer)  pour Acouphènes[6],[14] ;
- 2018 : prix Raymond Leblanc (Bruxelles) pour Tanz ![6] ;
- 2021 : prix révélation au 48e festival International de la Bande Dessinée d'Angoulême 2021 pour Tanz![15].